# Sigrid Hjertén
Sigrid Hjertén (Sundsvall, 27 d'octubre de 1885 – Estocolm, 24 de març de 1948) va ser una pintora sueca, adscrita a l'expressionisme.
Va estudiar artesania i disseny a Estocolm, i va graduar-se com a professora de dibuix. Va passar un temps a París, on va conèixer les obres de Matisse i Cézanne, cosa que es demostra en la utilització que fa del color en contrast amb uns contorns molt simplificats, esforçant-se per trobar les formes i els colors que puguin transmetre les seves emocions.
El 1912 va exposar les seves obres per primera vegada en una mostra col·lectiva a Estocolm, participant des de llavors en nombroses exposicions tant a Suècia com a l'estranger. En la seva obra va descriure el paper que exercia com a artista, dona i mare, diferents identitats en mons diferents. Entre 1920 i 1932 va residir a París, i allà va començar a manifestar-se l'esquizofrènia que patia, la qual es va deixar veure en la seva obra, amb colors més foscos i composicions tibants, reflectint el seu sentiment d'angoixa i abandó. El 1938 va tornar al seu país, on va viure hospitalitzada. Per a tractar-li l'esquizofrènia, se li va practicar una lobotomia el 1948, però va morir per complicacions d'aquest procediment quirúrgic.

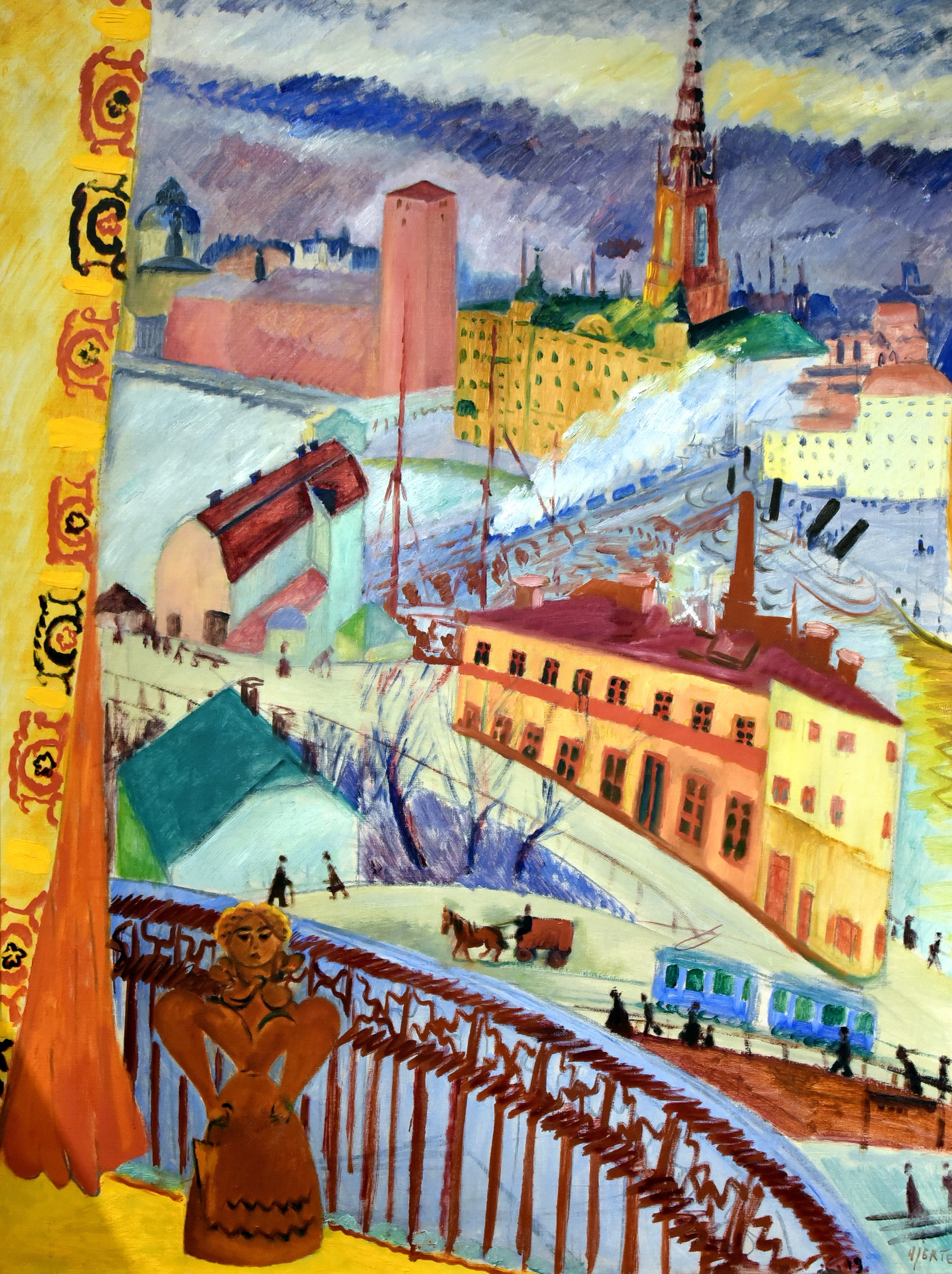
Vista de Slussen, 1919, de Sigrid Hjerten. Nationalmuseum, Stockholm